# Codex Aubin
Pour les articles homonymes, voir Aubin.
Ne doit pas être confondu avec Tonalamatl Aubin.

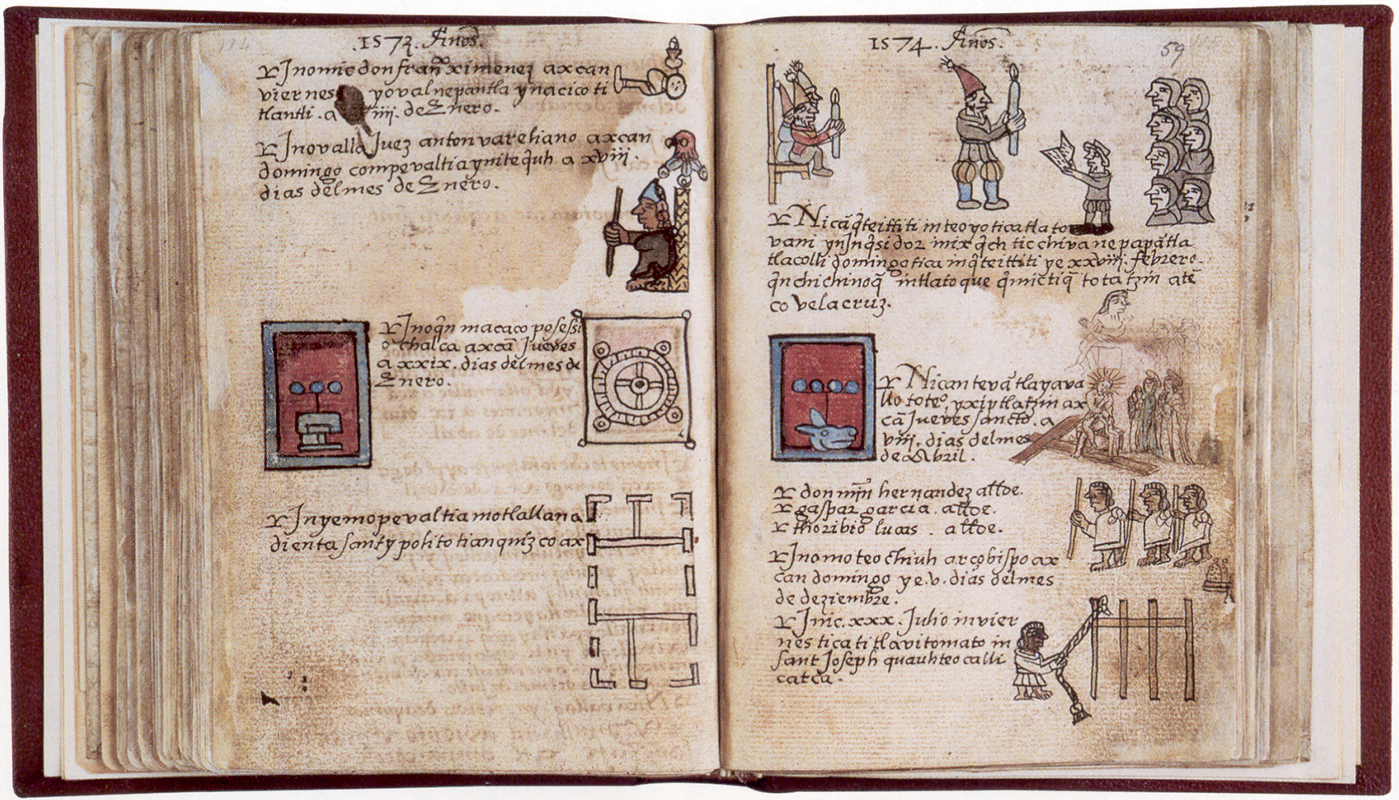
Le codex Aubin

Le Codex Aubin est un codex indigène du Mexique central. Appelé aussi « Manuscrit de 1576 », parce qu'il porte cette date sur la page titre, il est constitué de 79 feuilles de 15 × 11 cm sur papier européen. Si l'on pense qu'il a été rédigé à San Juan Tenochtitlan, certains éléments du texte laissent penser que les sources sont tlaxcaltèques. Selon María Castañeda de la Paz, il serait, comme le Codex Boturini, une retranscription d'un hypothétique codex perdu, qu'elle a appelé le Codex X, en référence à l'hypothèse de la Chronique X.
On ne connaît l'histoire du Codex Aubin qu'à partir du XVIIIe siècle. Il a fait partie de plusieurs collections prestigieuses, dont celles de Lorenzo Boturini au XVIIIe siècle. Une copie partielle faite à cette époque se trouve à présent à la bibliothèque Nationale de Paris. Acquis au XIXe siècle par un autre collectionneur célèbre, Joseph Aubin, à qui il doit son nom, il fait ensuite partie de la collection Goupil. On le retrouve ensuite au British Museum, où il est toujours conservé. 
Ce manuscrit — dont le sous-titre est Histoire de la nation mexicaine depuis le départ d'Aztlan jusqu'à l'arrivée des conquérants espagnols — appartient au genre annalistique, connu chez les Aztèques sous le nom de «xiuhamatl».  Il raconte l'histoire aztèque depuis ses débuts légendaires, datés de 1165, jusqu'en 1608, date de l'arrivée d'un nouveau vice-roi en Nouvelle-Espagne. On y retrouve tous les grands moments de l'histoire aztèque, depuis le départ d'Aztlan, en passant par la fondation de Tenochtitlan jusqu'à la destruction de cette ville par les Espagnols. 
Il offre une version tardive de la fondation de Tenochtitlan : l'aigle perché sur le cactus ne tenant pas, comme dans le Codex Mendoza les fruits du nopal qui symbolisent le sacrifice humain chez les Aztèques, mais un serpent, à la symbolique plus vague. Le manuscrit se poursuit par la narration d'événements coloniaux, comme les cérémonies qui ont lieu à Mexico lors du décès de l'empereur Charles Quint. Le manuscrit est un curieux mélange de traditions préhispaniques et d'éléments européens. Conformément à l'usage préhispanique, les glyphes des années se suivent sur la partie gauche de la page, et lorsque rien d'intéressant ne s'est passé, le rédacteur laisse un blanc en regard de la date. À droite, l'on retrouve un texte en nahuatl en caractères latins.